# Бенини, Клариче
Клариче Бенини (итал. Clarice Benini; 8 января 1905, Флоренция — 8 сентября 1976) — итальянская шахматистка; международный мастер среди женщин (1950). 
Двукратная чемпионка Италии. Участница чемпионатов мира: Стокгольм (1937) — 2-е; Москва (1949/1950) — 9-е места. Зональные турниры в Венеции: (1951) — 3-4-е; 1957 — 6-е места. Международные турниры: Земмеринг (1936) — 2-е; Аббация (1953/1954) — 2-е; Бевервейк (1958) — 2-е; Ландау (1959) — 4-е места.